# 箸井地図
箸井 地図（はしい ちず）は、日本の漫画家・イラストレーター。

## 漫画
- 探偵儀式 全6巻 - 原作：清涼院流水・原案：大塚英志（『エース特濃』→『月刊少年エース』2009年6月号連載（連載期間には休載時期含む）、カドカワコミックス・エース）
- 箸井地図のどんぶり勘定（『Newtype (newtypePress) 』2004年4月号 - 2005年3月号連載、※一部が探偵儀式III巻に収録）
- 名探偵夢水清志郎事件ノート そして五人がいなくなる - 原作：はやみねかおる（『ファウスト』vol.4-vol.6 SIDE-A連載、講談社BOX（単行本描き下ろしあり）→星海社COMICS）
- リサーチャー - 原作：あおい（『コミックバーズ』2007年12月号-2008年7月号（4月号休載）連載、バーズコミックス）
- 週刊マンガ日本史第6号『空海』（朝日新聞出版）
- 名探偵夢水清志郎事件ノート 亡霊（ゴースト）は夜歩く - 原作：はやみねかおる（『最前線』2010年9月15日 - 2011年4月26日連載、星海社COMICS）
- ハイリコ HYPER RECOGNIZER 全2巻 - 原作：坂本光陽（『グランドジャンプ』2012年25号掲載、『グランドジャンプPREMIUM』15号（2013年） - 25号連載、ヤングジャンプコミックス）
- ホーンテッド・キャンパス 全3巻 - 原作：櫛木理宇（『Nemuki+』2014年5月号 - 2016年9月号連載、Nemuki+コミックス）
- デンタルクエスト -  原作：セキアトム（『グランドジャンプむちゃ』連載中）

## 挿絵・イラスト等

### コラム・ノベルズ
- リヴァイアサン 終末を過ぎた獣 - 著：大塚英志（講談社ノベルス）
- 滝本竜彦のぐるぐる人生相談 - 著：滝本竜彦（ファウスト Vol.1, 2, 3, 5, 6 SIDE-A）
- ワールドミーツワールド - 著：元長柾木（ファウスト vol.3）
- BLOOD+ - 著：池端亮（角川スニーカー文庫）

BLOOD+ 01 ファーストキス
BLOOD+ 02 シュヴァリエ
BLOOD+ 03 ボーイ・ミーツ・ガール
BLOOD+ 04 ナンクルナイサ
- BLOOD♯ - 著：藤咲淳一（マッグガーデン・ノベルズ）
- 名探偵夢水清志郎事件ノートシリーズ - 著：はやみねかおる（講談社文庫）

そして五人がいなくなる
亡霊（ゴースト）は夜歩く
消える総生島
魔女の隠れ里
踊る夜光怪人
機巧館のかぞえ唄
- マルジナリアの妙薬 著：新城カズマ（まんたんブロード〈ショートショート〉連載、毎日新聞社）※カット
- 15×24 著：新城カズマ（集英社スーパーダッシュ文庫）
- 魔神館事件 夏と少女とサツリク風景 - 著：椙本孝思（角川書店）
- さくらインテリーズ - 著：戸梶圭太（ハヤカワ文庫）
- 友だち幻想 人と人の〈つながり〉を考える - 著：菅野仁（ちくまプリマー新書）
- 教育幻想　クールティーチャー宣言 - 著：菅野仁（ちくまプリマー新書）
- 図書館で調べる - 著：高田高史（ちくまプリマー新書）

### アニメ
- BLOOD+ キャラクター原案・EDイラスト郡
- ペルソナ 〜トリニティ・ソウル〜 EDイラスト
- ルー=ガルー キャラクター原案

### その他
- GAINAX GAINAX NET ※TOPページイラスト（ゲスト）「トップをねらえ!」（2006年7月14日 - 2006年7月20日）Toppage Gallery
- KONAMI 天元突破グレンラガン ドリル銀河大戦カードゲーム ※「兄弟合体」編、「超絶合体」編、「新世界」編、カードイラスト
- ウルトラジャンプ 『ULTRA GRAPHICS』 2007年11月号（集英社）※ピンナップ
- 新世紀エンタメ白書2008 - 編纂：まんたんブロード（毎日ムック）※表紙
- 「四季（春）」（ガンガンONLINE2009年3月26日）